# Зая
Зая (болг. Зая) — село в Болгарии. Находится в Габровской области, входит в общину Дряново. Население составляет 39 человек.

## Политическая ситуация
В местном кметстве Ганчовец, в состав которого входит Зая, должность кмета (старосты) исполняет Тодор Стефанов Маринов (Зелена България) по результатам выборов.
Кмет (мэр) общины Дряново — Иван Илиев Николов (независимый) по результатам выборов.